# پرتولتیتسه پود رالسکم
پرتولتیتسه پود رالسکم (به چکی: Pertoltice pod Ralskem) یک منطقهٔ مسکونی در جمهوری چک است که در ناحیه تشسکا لیپا واقع شده‌است.